# Vețișoara, Argeș
Vețișoara este un sat în comuna Vedea din județul Argeș, Muntenia, România.